# Ocho Inmortales del Partido Comunista de China
Los Ocho Inmortales del Partido Comunista de China (idioma chino: 八大元老; pinyin: Bā dà yuánlǎo), abreviado como los Ocho Inmortales  (idioma chino: 八老, pinyin: Bā lǎo) fueron un grupo de antiguos miembros del Partido Comunista de China quienes tuvieron un sustancial poder en la política del país durante las décadas de 1980 y 1990.  El nombre de los Ocho Inmortales hace alusión a las deidades taoístas comúnmente conocidas con este nombre, y que además, tuvieron una larga esperanzade vida, más precisamente entre 82 y 98 años.
Las identidades de los Ocho Inmortales, todos ellos fallecidos, son:
Deng Xiaoping (1904–1997)Máximo líder de la República Popular de China", miembro del Comité Permanente del Buró Político del Comité Central 1977–1987, Presidente de la Conferencia Consultiva Política  1978–1983, Presidente de la Comisión Militar Central  1980–1989, Presidente de la  Comisión Militar Central 1982–1987
Chen Yun (1905–1995)miembro del Comité Permanente del Buró Político del Comité Central  desde 1977–1987, Presidente  de la Conferencia Consultiva Política 1987–1992
Peng Zhen (1902–1997)Presidente de la Asamblea Popular Nacional de China 1983–1988
Yang Shangkun (1907–1998)Presidente de la República Popular China 1988–1993.
Bo Yibo (1908–2007)Vicepresidente del Comité Consultivo Política
Li Xiannian (1909–1992)Comité Permanente del Buró Político del Comité Central miembro desde 1977–1987, Presidente de la República Popular China 1983–1988, luego Presidente de la  Conferencia Consultiva Política
Wang Zhen (1908–1993)Vicepresidente del Comité Consultivo Política
Song Renqiong (1909–2005)Vicepresidente del Comité Consultivo Política.
Los Descendientes de los Ocho Inmortales, quienes se han beneficiado significativamente por nepotismo constituyen un grupo conocido como "los Principescos" o como el "Príncipe heredero del Partido".